# Hideki Nomiyama
Hideki Nomiyama (野見山 秀樹 Nomiyama Hideki?), född 28 april 1975 i Kagoshima prefektur, är en japansk före detta fotbollsspelare.
Nomiyama började sin karriär 1995 i Gamba Osaka. Han avslutade karriären 1997.